# Curgy
Curgy est une commune française située dans le département de Saône-et-Loire, en région Bourgogne-Franche-Comté.
Son nom ancien est Veredumdiacum (IXe siècle) - Vergonce - Vergince au XIIIe siècle, nom dont les historiens n'ont pas donné à ce jour une origine.

## Géographie
Distante de 7 km du parc naturel régional du Morvan et 7 km d'Autun, elle fait partie du canton d'Autun-Sud. Elle est située à une altitude moyenne de 418 m, avec un point culminant à 537 m et au minimum 299 m. La mairie est à 347 mètres.
Sur le territoire de la commune est partiellement implantée une forêt domaniale : la forêt des Feuillies (contenance totale : 419,26 ha), qui mêle conifères et feuillus.
Hydrographie
- La Digoine.

### Géologie
La commune repose sur le gisement de schiste bitumineux d'Autun daté de l'Autunien (−299 et −282 millions d'années),.

### Climat
Pour des articles plus généraux, voir Climat de la Bourgogne-Franche-Comté et Climat de Saône-et-Loire.
En 2010, le climat de la commune est de type climat des marges montargnardes, selon une étude du Centre national de la recherche scientifique s'appuyant sur une série de données couvrant la période 1971-2000. En 2020, Météo-France publie une typologie des climats de la France métropolitaine dans laquelle la commune est exposée à un climat océanique altéré et est dans la région climatique Lorraine, plateau de Langres, Morvan, caractérisée par un hiver rude (1,5 °C), des vents modérés et des brouillards fréquents en automne et hiver.
Pour la période 1971-2000, la température annuelle moyenne est de 10,4 °C, avec une amplitude thermique annuelle de 17,1 °C. Le cumul annuel moyen de précipitations est de 1 009 mm, avec 12,6 jours de précipitations en janvier et 7,6 jours en juillet. Pour la période 1991-2020, la température moyenne annuelle observée sur la station météorologique de Météo-France la plus proche, « Autun », sur la commune d'Autun à 7 km à vol d'oiseau, est de 10,7 °C et le cumul annuel moyen de précipitations est de 857,2 mm. 
La température maximale relevée sur cette station est de 40 °C, atteinte le 12 août 2003 ; la température minimale est de −18,3 °C, atteinte le 20 décembre 2009,,.
Les paramètres climatiques de la commune ont été estimés pour le milieu du siècle (2041-2070) selon différents scénarios d'émission de gaz à effet de serre à partir des nouvelles projections climatiques de référence DRIAS-2020. Ils sont consultables sur un site dédié publié par Météo-France en novembre 2022.

## Urbanisme

### Typologie
Au 1er janvier 2024, Curgy est catégorisée commune rurale à habitat dispersé, selon la nouvelle grille communale de densité à sept niveaux définie par l'Insee en 2022.
Elle est située hors unité urbaine. Par ailleurs la commune fait partie de l'aire d'attraction d'Autun, dont elle est une commune de la couronne,. Cette aire, qui regroupe 42 communes, est catégorisée dans les aires de moins de 50 000 habitants,.

### Occupation des sols
L'occupation des sols de la commune, telle qu'elle ressort de la base de données européenne d’occupation biophysique des sols Corine Land Cover (CLC), est marquée par l'importance des territoires agricoles (82,7 % en 2018), une proportion sensiblement équivalente à celle de 1990 (82,9 %). La répartition détaillée en 2018 est la suivante : prairies (58,9 %), forêts (15,3 %), terres arables (15 %), zones agricoles hétérogènes (8,9 %), zones urbanisées (2 %). L'évolution de l’occupation des sols de la commune et de ses infrastructures peut être observée sur les différentes représentations cartographiques du territoire : la carte de Cassini (XVIIIe siècle), la carte d'état-major (1820-1866) et les cartes ou photos aériennes de l'IGN pour la période actuelle (1950 à aujourd'hui).

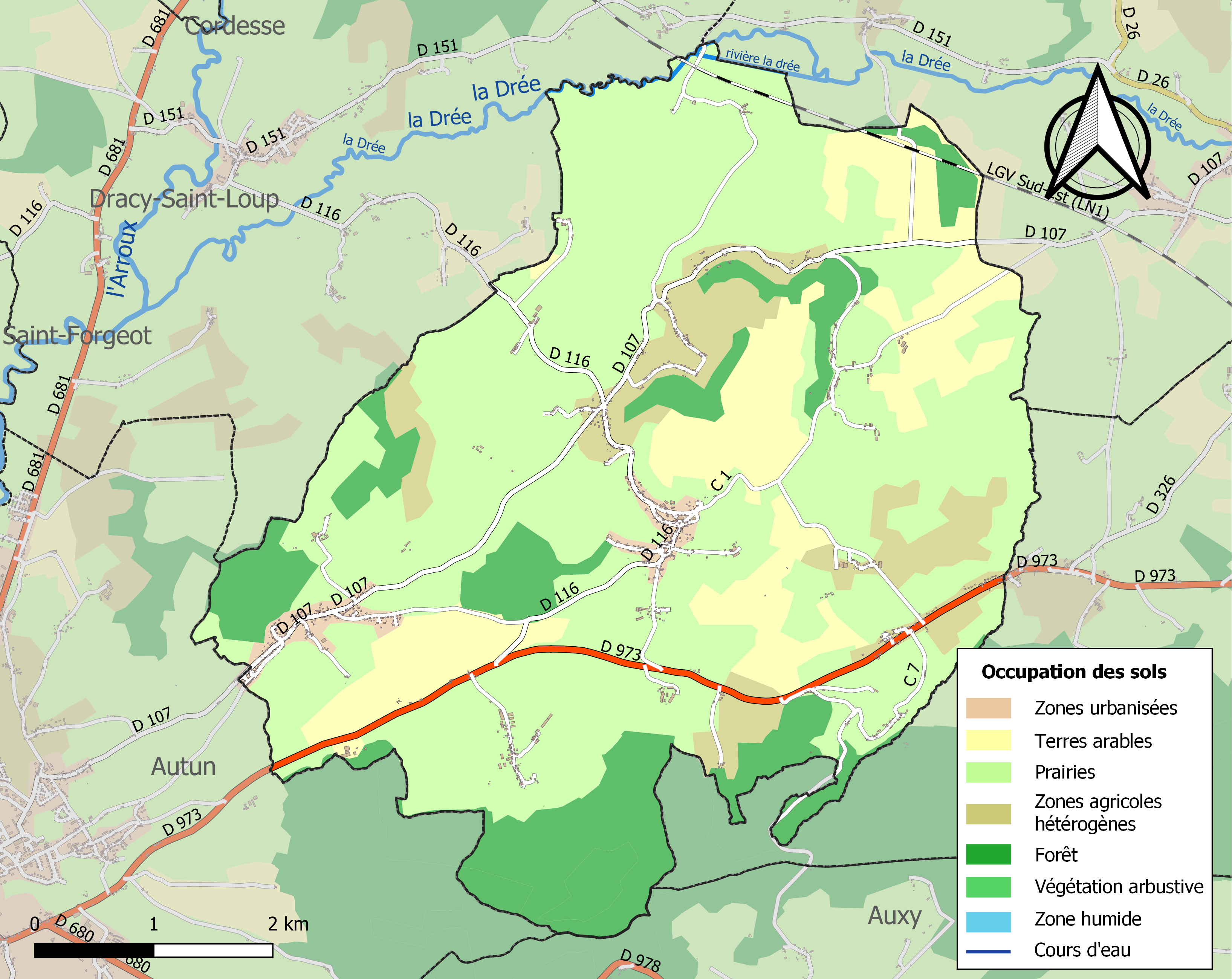
Carte des infrastructures et de l'occupation des sols de la commune en 2018 (CLC).

## Histoire
Ce finage, ancienne paroisse Saint-Denis de Péon, est attestée au VIIIe siècle. Elle dépendait du diocèse et de l'archiprêtré d'Autun.
Le village connait une forte expansion à la fin du XIXe siècle et au début du XXe siècle, liée à l'exploitation de schistes bitumineux avec l'accord de plusieurs concessions minières,.

### Hameaux

#### Champlong
Une fontaine du XIXe siècle, en ce lieu fait l'objet d'une inscription à l'Inventaire Général.

#### Chevannes
Il y avait jadis en ce lieu une forteresse de plaine, connue par les textes et dont aucune trace ne subsiste.

#### Drousson
Son nom viendrait  de : Drusius, gentillice gallo-romain, Droisinium, ou  Droisonium est une terre jointe à Saint-Denis en 1098 En 1264, existe une terre appartenant à feu Pierre de Drousson, chevalier. Terre donnée en 1268, par Hugues de Lucenay, à l'Abbaye de Saint-Martin d'Autun Il y avait sur son territoire une chapelle aujourd'hui disparue, sous le vocable de Saint-Léger-du-Chemin. En 1330, la veuve du seigneur de Drousson, prénommée Guillemette, choisit sa sépulture à l'abbaye de Saint-Symphorien d'Autun, qui dépendait de Saint-Martin d'Autun. En 1474, un noble Guiot Bataille est seigneur, en toute justice de Drousson.
La  tour de Drousson, se dresse sur une quinzaine de mètres, avec un diamètre de 5,30 mètres, une épaisseur de mur atteignant près d'un mètre au premier étage, par lequel on accède par un escalier extérieur, abrité d'une double rampe en pierre. L'escalier menant au second n'existe plus. C'est la seule tour subsistante d'une enceinte fortifiée. Ses meurtrières prouvent ses fonctions défensives. Au Couchant, une mare semble être le vestige d'un étang. Il est possible que les lieux furent entourés d'eau. Elle semble dater du XIVe siècle. C'est aujourd'hui une ferme, propriété privée.
En 1305, un prêtre du nom de Bardoux, cède à l'abbaye de Saint-Martin d'Autun, Un pré attenant à l'église :" S. leodegarii de Chemino subtum fontem " L'église de Drousson était entourée d'un petit cimetière et portait le nom de : "  Saint-Léger-du-Chemin ". Cette chapelle est attestée au début du XIVe siècle, mais il n'est pas impossible qu'elle ou une précédente corresponde à l'oratoire ou Ansbert, évêque d'Autun et l'ancien abbé de l'abbaye de Saint-Symphorien d'Autun, avait fait élever sous le vocable de saint Léger et il y aurait été inhumé
Des vestiges gallo-romains furent retrouvés, dans les champs environnants au siècle dernier.

#### Pauvray
Il existe dans ce hameau des ruines d'une forteresse de plaine, citée en 1380, de formes quadrangulaires. Il y a deux étangs. Au XIXe siècle furent découverts des stèles funéraires, sarcophages, et autres antiquités. Carrières de grès déjà exploitées aux temps des Romains. Ce fief mouvait de Grosme, propriété de l'évêque démembrée de Sully qui relevait de Couches. Jean Bataillard, écuyer fait hommage en 1380, à Philibert de Montagu, pour ses terres de Pauvray. Plus tard en 1469, Louis Damas d'Alone, est dit seigneur de Pauvray. Simon de Montagu, lieutenant général de la Chancellerie d'Autun, donne dénombrement de sa seigneurie de Pauvray.

#### Savigny-le-Vieux
Une fontaine, à l'état de vestiges est inscrite à l'inventaire général. Le château de Savigny-le-Vieux, décrit plus loin, ainsi qu'une motte circulaire en plaine.

#### Vergoncey
Existait en ce lieu une seigneurie avec une forteresse dite de plaine, citée en 1345. Une tour y subsistait avant la Révolution. Édifice quadrangulaire de deux niveaux. L'ensemble était composé d'une grande maison, cour, grange, étables, le tout clos de mur (terrier de 1440). Construction ayant intégrée des vestiges. Gaudricus de Vergoncey, est inscrit au nécrologe de l'abbaye de Saint-Martin d'Autun : «  XV id. Gaudricus de Vergoncey ». En 1389, le seigneur des lieux, Robert de Vergoncey, fonde son anniversaire à la même abbaye, pour la célébration de messes à perpétuité, il fait une donation de 28 sous sur la terre de Vergoncey.

#### Les Crets de Vergoncey
Colline composée de calcaire, où se trouvait jadis une carrière de pierre à chaux et dont les flancs supportent les dernières vignes autunoises.

## Politique et administration
| Période                                  | Période   | Identité     | Étiquette | Qualité |
| ---------------------------------------- | --------- | ------------ | --------- | ------- |
| juin 1995                                | 2007      | Paul Bouly   |           |         |
| mars 2008                                | mars 2014 | Daniel Leduc |           |         |
| mars 2014                                | en cours  | André Lhoste |           |         |
| Les données manquantes sont à compléter. |           |              |           |         |

## Démographie
L'évolution du nombre d'habitants est connue à travers les recensements de la population effectués dans la commune depuis 1793. Pour les communes de moins de 10 000 habitants, une enquête de recensement portant sur toute la population est réalisée tous les cinq ans, les populations de référence des années intermédiaires étant quant à elles estimées par interpolation ou extrapolation. Pour la commune, le premier recensement exhaustif entrant dans le cadre du nouveau dispositif a été réalisé en 2006.

En 2022, la commune comptait 1 100 habitants, en évolution de −3,68 % par rapport à 2016 (Saône-et-Loire : −1,06 %, France hors Mayotte : +2,11 %).
| 1793 | 1800 | 1806 | 1821  | 1831  | 1836  | 1841  | 1846  | 1851  |
| ---- | ---- | ---- | ----- | ----- | ----- | ----- | ----- | ----- |
| 809  | 863  | 818  | 1 255 | 1 325 | 1 280 | 1 345 | 1 315 | 1 306 |

| 1856  | 1861  | 1866  | 1872  | 1876  | 1881  | 1886  | 1891  | 1896  |
| ----- | ----- | ----- | ----- | ----- | ----- | ----- | ----- | ----- |
| 1 300 | 1 250 | 1 347 | 1 316 | 1 330 | 1 325 | 1 296 | 1 260 | 1 302 |

| 1901  | 1906  | 1911  | 1921 | 1926 | 1931 | 1936 | 1946 | 1954 |
| ----- | ----- | ----- | ---- | ---- | ---- | ---- | ---- | ---- |
| 1 203 | 1 223 | 1 051 | 869  | 839  | 819  | 783  | 807  | 766  |

| 1962 | 1968 | 1975 | 1982 | 1990  | 1999  | 2006  | 2011  | 2016  |
| ---- | ---- | ---- | ---- | ----- | ----- | ----- | ----- | ----- |
| 746  | 785  | 913  | 927  | 1 040 | 1 137 | 1 139 | 1 096 | 1 142 |

| 2021  | 2022  | - | - | - | - | - | - | - |
| ----- | ----- | - | - | - | - | - | - | - |
| 1 118 | 1 100 | - | - | - | - | - | - | - |

## Vie locale

### Sports
Le village possède un club de basket-ball (Curgy Basket) dont l'équipe senior évolue en Nationale 3 pour la saison 2010-2011.

### Culte
Curgy relève de la paroisse Notre-Dame de la Drée, qui regroupe quatorze villages et dont le siège se trouve à Épinac.

## Culture locale et patrimoine

### Lieux et monuments
- L'église Saint-Ferréol, d'architecture romane, bâtie au XIe siècle et classée au titre des Monuments historiques en 1897. Dans l'abside sont visibles des peintures murales du XIIe siècle, représentant un Christ en Gloire dans une mandorle, au-dessus de l'autel, entouré du tétramorphe (les symboles des quatre évangélistes)[33]. Cette peinture fut sauvée de la destruction par Jacques Gabriel Bulliot, qui obtint son classement en 1897 (elle fut restaurée en 1954 et 1958, et en 1985 pour le chœur). Le clocher, coiffé en bâtière[34], est percé de deux baies à colonnes jumelées sur les quatre faces ; il date du début du XIIe siècle[35].
- Le château de Savigny-le-Vieux, enceinte et donjon, XIVe et XVIe siècles, classement partiel en 1990, sol contenant des traces de fortifications, propriété privée[36].
- À Savigny-le-Vieux : chapelle édifiée en 1828 (au lieu-dit Champlong), avec pour mobilier une grande statue de Notre-Dame à l’Enfant, en bois, du XVIe siècle.

### Tourisme

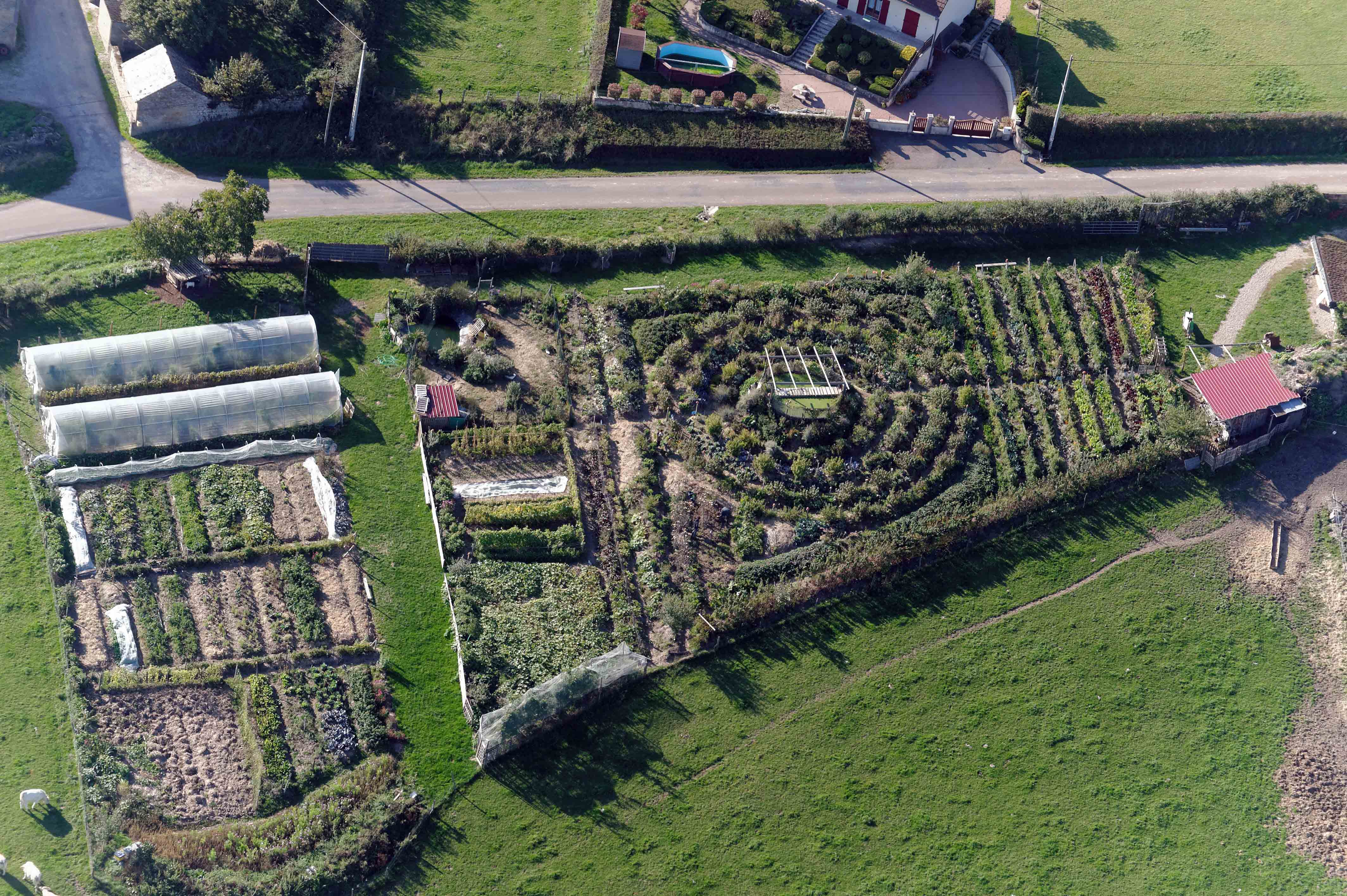
Jardin permaculture pédagogique de Vergoncey.

En 2016, un écolieu à but pédagogique Alôsnys est en construction à Vergoncey. Il est possible de venir cueillir ses légumes dans le jardin bio en permaculture, de profiter de visites guidées en famille. Le jardin est un organisme de formation certifié par l'État accueillant des écoles, centres de loisirs et adultes en formation permaculture. Le nom Alôsnys vient du comte Alôsne ayant habité les lieux au XVe siècle.

## Pour approfondir